# Paul Genève
Paul Genève (né le 30 juillet 1925 à Pommiers et mort le 3 décembre 2017 à Saint-Laurent-du-Pont) est un athlète français, spécialiste des courses de fond.

## Biographie
Il est sacré champion de France du marathon en 1961 à Montmélian.
Il participe aux Jeux olympiques de 1960, à Rome, et termine 35e de l'épreuve du marathon.